# Motore in linea a quattordici cilindri
Un motore 14 cilindri in linea o in linea a 14 cilindri è un motore a combustione interna a quattordici cilindri con tutti i quattordici cilindri montati in linea retta lungo il basamento. Un 14 in linea è un motore molto lungo, quindi adatto solo per installazioni marine su navi di grandi dimensioni.

## Esempi
L'unico motore di questo tipo noto per essere stato costruito è un membro della famiglia Wärtsilä-Sulzer RTA96-C. È il motore a combustione più potente del mondo ed è montato su Emma Mærsk, la più grande nave portacontainer del mondo. Ha come configurazione un motore diesel a due tempi. Il motore è diventato famoso grazie alle foto scattate all'Aioi Works in Giappone, che successivamente si sono diffuse attraverso i blog . 
La versione a 14 cilindri di questo motore modulare produce 80000 kW e ha una cilindrata di 25340 litri, con un alesaggio del cilindro di 960mm e la corsa del pistone di 2500 mm. Il motore è lungo 27 metri, alto 13,5 e pesa 2300 tonnellate.
Se costruita, la variante a 14 cilindri del MAN B&W K108ME-C sarebbe ancora più grande (quasi 33 metri di lunghezza e oltre 2800 tonnellate di peso) e più potente (97300 kW). .